# Девід Джоллі
Девід Вілсон Джоллі (англ. David Wilson Jolly; нар. 31 жовтня 1972, Дюнедін, Флорида) — американський політик-республіканець, з березня 2014 року він представляє 13-й округ штату Флорида у Палаті представників США.
У 1994 році він закінчив Університет Еморі в Атланті (Джорджія). Після вивчення права в Університеті Джорджа Мейсона в Арлінгтоні (штат Вірджинія), він почав працювати адвокатом. Між 1994 і 2006 він входив до апарату конгресмена Білла Янга. Потім він працював як лобіст Van Scoyoc Associates у Вашингтоні. У 2011 році він заснував свою власну компанію у цій галузі, яка була названа Three Bridges Advisors.